# Physetocarididae
Physetocarididae is een familie van kreeftachtigen uit de klasse van de Malacostraca (hogere kreeftachtigen).

## Geslachten
- Physetocaris Chace, 1940